# Belgische kampioenschappen indoor atletiek 2012
In 2012 werden de Belgische kampioenschappen indoor atletiek Alle Categorieën gehouden op zondag 26 februari in Gent.

## Uitslagen

### 60 m
| rang   | atleet             | prestatie |
| ------ | ------------------ | --------- |
| Goud   | Kristof Beyens     | 6,86 s    |
| Zilver | Robin Vanderbemden | 6,98 s    |
| Brons  | Wout Verhoeven     | 7,00 s    |

| rang   | atlete          | prestatie |
| ------ | --------------- | --------- |
| Goud   | Eline Berings   | 7,49 s    |
| Zilver | Elisabeth Davin | 7,52 s    |
| Brons  | Imke Vervaet    | 7,55 s    |

### 200 m
| rang   | atleet               | prestatie |
| ------ | -------------------- | --------- |
| Goud   | Pieter De Rycke      | 21,79 s   |
| Zilver | Christophe Van Hecke | 21,83 s   |
| Brons  | Chamberry Muaka      | 22,10 s   |

| rang   | atlete          | prestatie |
| ------ | --------------- | --------- |
| Goud   | Hanne Claes     | 24,00 s   |
| Zilver | Justien Grillet | 24,19 s   |
| Brons  | Sofie Daelemans | 25,34 s   |

### 400 m
| rang   | atleet           | prestatie |
| ------ | ---------------- | --------- |
| Goud   | Seppe Thys       | 49,10 s   |
| Zilver | Mohssine Ennamir | 49,27 s   |
| Brons  | Stef Vanhaeren   | 49,50 s   |

| rang   | atlete            | prestatie |
| ------ | ----------------- | --------- |
| Goud   | Rani Nagels       | 56,68 s   |
| Zilver | Isaura Rossaert   | 56,74 s   |
| Brons  | Mireille Rossaert | 58,26 s   |

### 800 m
| rang   | atleet          | prestatie |
| ------ | --------------- | --------- |
| Goud   | Hans Omey       | 1.51,20   |
| Zilver | Joren Bouckaert | 1.52,82   |
| Brons  | Niels Platteau  | 1.56,28   |

| rang   | atlete            | prestatie |
| ------ | ----------------- | --------- |
| Goud   | Mariska Parewyck  | 2.10,38   |
| Zilver | Axana Schaevebeke | 2.12,33   |
| Brons  | Sofie Lauwers     | 2.12,92   |

### 1500 m
| rang   | atleet               | prestatie |
| ------ | -------------------- | --------- |
| Goud   | Jérôme Kahia         | 3.52,86   |
| Zilver | Kristof Van Malderen | 3.54,07   |
| Brons  | Brieuc Vandeleene    | 3.58,18   |

| rang   | atlete                    | prestatie |
| ------ | ------------------------- | --------- |
| Goud   | Marlies Schils            | 4.39,44   |
| Zilver | Melissa Van Den Driessche | 4.40,34   |
| Brons  | Nathalie Loubele          | 4.41,25   |

### 3000 m
| rang   | atleet             | prestatie |
| ------ | ------------------ | --------- |
| Goud   | Jean Pierre Weerts | 8.08,19   |
| Zilver | Geoffrey Marrion   | 8.14,54   |
| Brons  | Justin Mahieu      | 8.31,49   |

### 60 m horden
| rang   | atleet           | prestatie |
| ------ | ---------------- | --------- |
| Goud   | Dario Seghers    | 7,90 s    |
| Zilver | Quentin Ruffacq  | 8,01 s    |
| Brons  | Sander Vermeulen | 8,15 s    |

| rang   | atlete          | prestatie |
| ------ | --------------- | --------- |
| Goud   | Eline Berings   | 8,11 s    |
| Zilver | Anne Zagré      | 8,11 s    |
| Brons  | Elisabeth Davin | 8,29 s    |

### Verspringen
| rang   | atleet              | prestatie |
| ------ | ------------------- | --------- |
| Goud   | Corentin Campener   | 7,31 m    |
| Zilver | Mathias Broothaerts | 7,24 m    |
| Brons  | Matthias Peeters    | 7,08 m    |

| rang   | atlete           | prestatie |
| ------ | ---------------- | --------- |
| Goud   | Els De Wael      | 6,14 m    |
| Zilver | Jesse Vercruysse | 5,91 m    |
| Brons  | Sara Aerts       | 5,83 m    |

### Hink-stap-springen
| rang   | atleet          | prestatie |
| ------ | --------------- | --------- |
| Goud   | Leopold Kapata  | 15,51 m   |
| Zilver | Solomon Commey  | 14,23 m   |
| Brons  | Björn De Decker | 14,13 m   |

| rang   | atlete           | prestatie |
| ------ | ---------------- | --------- |
| Goud   | Sietske Lenchant | 12,65 m   |
| Zilver | Anne Claes       | 12,12 m   |
| Brons  | Nele Mommen      | 12,00 m   |

### Hoogspringen
| rang   | atleet            | prestatie |
| ------ | ----------------- | --------- |
| Goud   | Bram Ghuys        | 2,13 m    |
| Zilver | Vincent Vrijsen   | 2,07 m    |
| Brons  | Thomas Parmentier | 1,98 m    |

| rang   | atlete              | prestatie |
| ------ | ------------------- | --------- |
| Goud   | Hanne Van Hessche   | 1,86 m    |
| Zilver | Jolien Borghijs     | 1,74 m    |
| Brons  | Leen Van Den Broeck | 1,68 m    |

### Polsstokhoogspringen
| rang   | atleet          | prestatie |
| ------ | --------------- | --------- |
| Goud   | Arnaud Art      | 5,10 m    |
| Zilver | Jonas De Meyer  | 5,05 m    |
| Brons  | Laurent Vanhees | 4,80 m    |

| rang   | atlete          | prestatie |
| ------ | --------------- | --------- |
| Goud   | Chloé Henry     | 4,25 m    |
| Zilver | Fanny Smets     | 4,15 m    |
| Brons  | Aurelie De Ryck | 4,05 m    |

### Kogelstoten
| rang   | atleet            | prestatie |
| ------ | ----------------- | --------- |
| Goud   | Jurgen Verbrugghe | 17,75 m   |
| Zilver | Richard Revyn     | 16,51 m   |
| Brons  | Jarno Wagemans    | 15,80 m   |

| rang   | atlete               | prestatie |
| ------ | -------------------- | --------- |
| Goud   | Catherine Timmermans | 15,58 m   |
| Zilver | Jolien Boumkwo       | 14,83 m   |
| Brons  | Annelies Peetroons   | 14,02 m   |

1985 ·
1986 ·
1987 ·
1988 ·
1989 ·
1990 ·
1991 ·
1992 ·
1993 .
1994 ·
1995 .
1996 ·
1997 ·
1998 .
1999 ·
2000 .
2001 · 
2002 · 
2003 · 
2004 · 
2005 · 
2006 · 
2007 · 
2008 · 
2009 · 
2010 · 
2011 · 
2012 · 
2013 · 
2014 ·
2015 ·
2016 ·
2017 ·
2018 ·
2019 ·
2020 ·
2021 ·
2022 ·
2023 ·
2024 ·
2025